# Stejk (youtuber)
Stejk (* 4. května 1992 Chlumec nad Cidlinou), vlastním jménem Jakub Steklý, je český youtuber, vloger a influencer. Přezdívka Stejk se odvíjí od jeho příjmení. Na svém hlavním kanále (Stejk) má k dubnu 2025 více než 1,4 miliónů odběratelů. Kromě YouTube působí na dalších sociálních sítích jako Instagram, a TikTok. V současnosti (2025) žije v Praze. Má mladšího bratra Matěje, který se objevil i v několika videích. Také provozuje s jeho kamarádem Martinem podcast se jménem HYPE-CAST podcast. První díl vyšel 8. září roku 2022.

## Osobní život
Narodil se 4. května 1992 v Chlumci nad Cidlinou. Celý život vyrůstal v městečku Lázně Bohdaneč, kam chodil i na základní školu. Během studia na střední škole v Pardubicích v roce 2010, založil svůj hlavní kanál Stejk. Postupně začal obměňovat druh tvorby, až se ustálily pravidelné a nepravidelné série, kdy každá obsahuje videa stejného druhu. Vystudoval střední školu Obchodní akademii, poté nastoupil na Univerzitu Pardubice. Při studiu na univerzitě si uvědomil, že je náročné současně studovat vysokou školu a natáčet videa na YouTube, a protože ho v té době natáčení již plně živilo, rozhodl se po roce studium ukončit. Má dlouholetou partnerku[zdroj?] Martinu Korelovou, s níž je ve vztahu od roku 2014. Seznámil se s ní při studiu na univerzitě.[zdroj?]
V srpnu roku 2023 mu byla diagnostikována divertikulitida.

## Tvorba

### YouTube
Koncem roku 2014 dostal možnost mít vlastní pořad na televizní stanici Óčko – Dotykáč, jenž se týkal mobilních aplikací. Pořad skončil společně s Jakubovým účinkováním v něm. Poté vystupoval v pořadu Hrajeme s Alim na televizní stanici Prima Cool. Podílel se na prvním díle série knih Já, Jůtuber. Byl hostem několika ročníků akce Utubering. 
V roce 2015 ho Forbes zařadil na 14. příčku v seznamu 77 nejvlivnějších Čechů na sociálních sítích.
Jeho koníčkem je překonávání českých i mezinárodních Guinnessových rekordů.[zdroj?] Drží český rekord v počtu týdenních vlogů, které začal natáčet 13. května 2016, kde ukazuje věci z osobního života, informace o budoucích plánech a další. V lednu 2024 dosáhl 400 week vlogů (13.1.2024), a obhájil tak svůj rekord, který drží v České republice. V srpnu 2021 překonal na svém hlavním YouTube kanále hranici 1 milion odběratelů.

### Hype-Cast Podcast
V červenci roku 2022 založil společně se svým kamarádem Martinem Molnarem podcastový kanál Hype-Cast Podcast.
V letech 2023 a 2024 se umístil na druhém místě v anketě Křišťálová lupa v kategorii One (wo)man show a v obou letech také společně s Martinem za svůj Hype-Cast vyhráli v kategorii Podcast roku.

### Účinkování
Účinkoval v různých seriálech a televizních soutěžích, a to například Jedna rodina, Máme rádi Česko a Na lovu.